# Чезбро, Роберт
Роберт Август Чезбро (англ. Robert Augustus Chesebrough; 9 января 1837, Лондон — 8 сентября 1933) — британско-американский химик и изобретатель вазелина, процесс производства которого он запатентовал 4 июня 1872 года (торговая марка Vaseline была зарегистрирована 14 мая 1878 года). В 1875 году Чезбро основал Chesebrough Manufacturing Company, преобразованную в 1955 году в компанию Chesebrough-Ponds, которая стала ведущим производителем средств личной гигиены.
Чезбро начал свою карьеру как химика с выделения керосина из спермацета кашалотов. Открытие нефти в 1859 году неподалёку от Тайтусвилла (штат Пенсильвания) и определённые трудности с её первоначальными исследованиями подвигли его на изучение новых продуктов из нефти и методов их получения. Общаясь с нефтяниками, Чезбро заинтересовался вязким нефтепродуктом — парафинообразной массой, которая при нефтедобыче налипала на части буровых установок и забивала насосы. Он заметил, что рабочие постоянно используют эту массу при ожогах и порезах в качестве эффективно заживляющего раны средства.
Учёный стал экспериментировать с этой массой и сумел выделить из неё полезные ингредиенты. Приготовленной мазью он обработал свои многочисленные ожоги и ссадины, полученные при экспериментах. Эффект оказался поразительным: раны зажили, причём довольно быстро. В дальнейшем Чезбро продолжал совершенствовать необычайную ранозаживляющую способность этого снадобья и, пробуя на себе, наблюдал за результатом. Полученное вещество, способствующее регенерации кожных покровов, учёный несколько облагородил и под названием «нефтяное желе» запустил в производство с 1870 года. Сначала «нефтяное желе» Чезбро выставил на продажу в аптеке, но мазь не покупали. Популярностью новое лекарство не пользовалось именно из-за названия, так как всё связанное с нефтью ассоциировалось у людей со свойством легко воспламеняться. Тогда учёный придумал другое название — вазелин. Это производное от двух слов: немецкого «wasser» — вода и греческого «elaion» — оливковое масло.
Успех Чезбро вытекал из твёрдой убеждённости в целебных свойствах предлагаемой им продукции. Пока товар был в новинку, аптеки неохотно брали его на реализацию, и Чезбро путешествовал по всему штату Нью-Йорк, демонстрируя свой «чудо-продукт». В целях создания дальнейшего спроса он выдавал бесплатные образцы вазелина.
Чезбро получил рыцарское звание в 1883 году. Посвящая его в рыцари, королева Виктория превозносила полезность его продукта, гордо заявив, что она «использует вазелин каждый день». Сам Роберт, проживший 96 лет, утверждал, что ежедневно съедал ложку вазелина.